# بول شيرلي
بول شيرلي (بالإنجليزية: Paul Shirley)‏ مواليد 23 ديسمبر 1977 في ريدوود، هو لاعب كرة سلة أمريكي سابق بدأ مسيرته الاحترافية في سنة 2001. اعتزل اللعب في 2008.

## فرق لعب لها
- نادي بانيونيس لكرة السلة
- أتلانتا هوكس
- جوفينتوت بادالونا
- شيكاغو بولز
- فينيكس صنز

## روابط خارجية
- بول شيرلي على موقع IMDb (الإنجليزية)
- بول شيرلي على موقع الدوري الأوروبي لكرة السلة (الإنجليزية)
- بول شيرلي على موقع إن بي أي (الإنجليزية)
- بول شيرلي على موقع سبورتس رفرنس (الإنجليزية)
- بول شيرلي على موقع الدوري الإسباني لكرة السلة (الإسبانية)
- بول شيرلي على موقع كرة السلة الأوروبية.كوم (الإنجليزية)
- بول شيرلي على موقع كلية كرة السلة في سبورتس رفرنس.كوم (الإنجليزية)
- بول شيرلي على موقع ريلجم (الإنجليزية)
- بول شيرلي على موقع بروبوليرز (الإنجليزية)
- بول شيرلي على موقع سبورتس رفرنس (الإنجليزية)